# Rheumaptera heinrichi
Rheumaptera heinrichi là một loài bướm đêm trong họ Geometridae.